# Формула-1 — Гран-прі Саудівської Аравії 2023
Гран-прі Саудівської Аравії 2023 (офіційно — Formula 1 STC Saudi Arabian Grand Prix 2023)   — автоперегони чемпіонату світу Формули-1, які відбулися 19 березня 2023 року на Міській трасі Джидда в Джидді, Саудівська Аравія. Це другий етап чемпіонату світу і третє Гран-прі Саудівської Аравії в історії.
Переможцем гонки став мексиканець Серхіо Перес (Ред Булл - RBPT). Друге місце посів Макс Ферстаппен (Ред Булл - RBPT), а на 3-му місці фінішував Фернандо Алонсо (Астон Мартін - Мерседес).
Переможцем 2022 року в гонці є Макс Ферстаппен, який у сезоні 2022 виступав за команду Ред Булл.

## Передісторія
Захід проходив протягом вихідних 17-19 березня 2023 року. Це був другий тур чемпіонату світу 2023 Формули-1.

### Зміни траси
Повороти 22 і 23 були зменшені, а стіни були переміщені назад на кілька кутів, через проблеми безпеки, пов'язані з швидкими сліпими кутами. Кербінг також був змінений для підвищення безпеки. Крім того, третя зона активації DRS була переміщена далі вперед, розташовуючись на виході з 27 повороту. В результаті третя зона активації DRS була переміщена далі вперед, розташовуючись на 170 метрів після 27 повороту. Зміни в зонах DRS були зроблені у відповідь на небезпечну тактику, застосовану на попередніх Гран-Прі, де гонщики безладно гальмували б на 27-й поворот, щоб відірватися від конкурентів і отримати перевагу з DRS.

## Розклад (UTC+2)
| Дата            | Подія           | Час           |
| --------------- | --------------- | ------------- |
| 17 березня 2023 | Вільний заїзд 1 | 15:30 - 16:30 |
| 17 березня 2023 | Вільний заїзд 2 | 19:00 - 20:00 |
| 18 березня 2023 | Вільний заїзд 3 | 15:30 - 16:30 |
| 18 березня 2023 | Кваліфікація    | 19:00 - 20:00 |
| 19 березня 2023 | Гонка           | 19:00         |
| Джерело:        |                 |               |

## Шини
Під час гран-прі було дозволено використовувати 3 типи шин Pirelli: hard, medium і soft.
| Hard | Medium | Soft |
| ---- | ------ | ---- |

## Вільні заїзди
Три сесії практики були проведені до кваліфікації, два в п'ятницю і один в суботу вдень.
Перше тренування завершилося тим, що Макс Ферстаппен з Red Bull Racing встановив найшвидший час перед Серхіо Пересом і Фернандо Алонсо з Aston Martin. Його товариш по команді Ленс Стролл і Джордж Рассел з Mercedes увійшли до першої п'ятірки.
На другій практиці Алонсо розділив пару Red Bull Ферстаппена і Переса, попереду Естебана Окона і Рассела.
Третя і заключна практика завершилася тим, що Ферстаппен і Перес знову випередили два боліди Aston Martin, а Льюїс Хемілтон увійшов до першої п'ятірки.
| Сесія | Лідер           | Конструктор     | Ш | Час      | Джерело |
| ----- | --------------- | --------------- | - | -------- | ------- |
| 1     | Макс Ферстаппен | Ред Булл - RBPT | P | 1:29.617 | [ 14 ]  |
| 2     | Макс Ферстаппен | Ред Булл - RBPT | P | 1:29.603 | [ 15 ]  |
| 3     | Макс Ферстаппен | Ред Булл - RBPT | P | 1:28.485 | [ 16 ]  |

## Кваліфікація
Кваліфікація відбулась 18 березня 2023 о 20:00 за місцевим часом (UTC+3).

### Коротко про кваліфікацію

#### Результати
| Місце               | №  | Пілот               | Конструктор             | Частина 1 | Частина 2 | Частина 3 | Старт |
| ------------------- | -- | ------------------- | ----------------------- | --------- | --------- | --------- | ----- |
| 1                   | 11 | Серхіо Перес        | Ред Булл - RBPT         | 1:29.244  | 1:28.635  | 1:28.265  | 1     |
| 2                   | 16 | Шарль Леклер        | Феррарі                 | 1:29.376  | 1:28.903  | 1:28.420  | 121   |
| 3                   | 14 | Фернандо Алонсо     | Астон Мартін - Мерседес | 1:29.298  | 1:28.757  | 1:28.730  | 2     |
| 4                   | 63 | Джордж Рассел       | Мерседес                | 1:29.592  | 1:29.132  | 1:28.857  | 3     |
| 5                   | 55 | Карлос Сайнс (мол.) | Феррарі                 | 1:29.411  | 1:28.957  | 1:28.931  | 4     |
| 6                   | 18 | Ленс Стролл         | Астон Мартін - Мерседес | 1:29.335  | 1:28.962  | 1:28.945  | 5     |
| 7                   | 31 | Естебан Окон        | Альпін - Рено           | 1:29.707  | 1:29.255  | 1:29.078  | 6     |
| 8                   | 44 | Льюїс Гамільтон     | Мерседес                | 1:29.689  | 1:29.374  | 1:29.223  | 7     |
| 9                   | 81 | Оскар Піастрі       | Макларен - Мерседес     | 1:29.706  | 1:29.378  | 1:29.243  | 8     |
| 10                  | 10 | П'єр Гаслі          | Альпін - Рено           | 1:29.890  | 1:29.411  | 1:29.357  | 9     |
|                     |    |                     |                         |           |           |           |       |
| 11                  | 27 | Ніко Гюлькенберг    | Хаас - Феррарі          | 1:29.547  | 1:29.451  |           | 10    |
| 12                  | 24 | Чжоу Гуаньюй        | Альфа Ромео - Феррарі   | 1:29.654  | 1:29.461  |           | 11    |
| 13                  | 20 | Кевін Магнуссен     | Хаас - Феррарі          | 1:29.744  | 1:29.634  |           | 13    |
| 14                  | 77 | Вальттері Боттас    | Альфа Ромео - Феррарі   | 1:29.929  | 1:29.668  |           | 14    |
| 15                  | 1  | Макс Ферстаппен     | Ред Булл - RBPT         | 1:28.761  | 1:49.953  |           | 15    |
|                     |    |                     |                         |           |           |           |       |
| 16                  | 22 | Юкі Цунода          | Альфа Таурі - RBPT      | 1:29.939  |           |           | 16    |
| 17                  | 23 | Александр Албон     | Вільямс - Мерседес      | 1:29.994  |           |           | 17    |
| 18                  | 21 | Нік де Вріс         | Альфа Таурі - RBPT      | 1:30.244  |           |           | 18    |
| 19                  | 4  | Ландо Норріс        | Макларен - Мерседес     | 1:30.447  |           |           | 19    |
| 107% часу: 1:34.974 |    |                     |                         |           |           |           |       |
| —                   | 2  | Логан Сарджент      | Вільямс - Мерседес      | 2:08.510  |           |           | 202   |

Примітки
- 1 – Шарль Леклер  втратив 10 позицій через установку вже третього блоку управління електронікою в цьому чемпіонаті, у той час як дозволено використовувати лише два таких елемента за сезон.[17]
- 2 – Логан Сарджент не вдалося встановити час у межах вимоги 107%. Йому було дозволено брати участь на розсуд стюардів.

## Гонка
Гонка відбулася 19 березня 2023 року в 20:00 за місцевим часом (UTC+3).

### Коротко про гонку

#### Результати
| Місце                                                                  | №  | Пілот               | Конструктор             | Кола | Час/причина сходу | Старт | Очки |
| ---------------------------------------------------------------------- | -- | ------------------- | ----------------------- | ---- | ----------------- | ----- | ---- |
| 1                                                                      | 11 | Серхіо Перес        | Ред Булл - RBPT         | 50   | 1:21:14.894       | 1     | 25   |
| 2                                                                      | 1  | Макс Ферстаппен     | Ред Булл - RBPT         | 50   | +5.355            | 15    | 191  |
| 3                                                                      | 14 | Фернандо Алонсо     | Астон Мартін - Мерседес | 50   | +20.728           | 2     | 15   |
| 4                                                                      | 63 | Джордж Рассел       | Мерседес                | 50   | +25.866           | 3     | 12   |
| 5                                                                      | 44 | Льюїс Гамільтон     | Мерседес                | 50   | +31.065           | 7     | 10   |
| 6                                                                      | 55 | Карлос Сайнс (мол.) | Феррарі                 | 50   | +35.876           | 4     | 8    |
| 7                                                                      | 16 | Шарль Леклер        | Феррарі                 | 50   | +43.162           | 12    | 6    |
| 8                                                                      | 31 | Естебан Окон        | Альпін - Рено           | 50   | +52.832           | 6     | 4    |
| 9                                                                      | 10 | П'єр Гаслі          | Альпін - Рено           | 50   | +54.747           | 9     | 2    |
| 10                                                                     | 20 | Кевін Магнуссен     | Хаас - Феррарі          | 50   | +1:04.826         | 13    | 1    |
| 11                                                                     | 22 | Юкі Цунода          | Альфа Таурі - RBPT      | 50   | +1:07.494         | 16    |      |
| 12                                                                     | 27 | Ніко Гюлькенберг    | Хаас - Феррарі          | 50   | +1:10.588         | 10    |      |
| 13                                                                     | 24 | Чжоу Гуаньюй        | Альфа Ромео - Феррарі   | 50   | +1:16.060         | 11    |      |
| 14                                                                     | 21 | Нік де Фріс         | Альфа Таурі - RBPT      | 50   | +1:17.478         | 18    |      |
| 15                                                                     | 81 | Оскар Піастрі       | Макларен - Мерседес     | 50   | +1:25.021         | 8     |      |
| 16                                                                     | 2  | Логан Сарджент      | Вільямс - Мерседес      | 50   | +1:26.293         | 20    |      |
| 17                                                                     | 4  | Ландо Норріс        | Макларен - Мерседес     | 50   | +1:26.445         | 19    |      |
| 18                                                                     | 77 | Вальттері Боттас    | Альфа Ромео - Феррарі   | 49   | +1 коло           | 14    |      |
| Схід                                                                   | 23 | Александр Албон     | Вільямс - Мерседес      | 27   | Гальма            | 17    |      |
| Схід                                                                   | 18 | Ленс Стролл         | Астон Мартін - Мерседес | 16   | Двигун            | 5     |      |
| Найшвидше коло: Макс Ферстаппен (Ред Булл - RBPT) – 1:31.906 (50 коло) |    |                     |                         |      |                   |       |      |
| Джерело:                                                               |    |                     |                         |      |                   |       |      |

Notes
- ↑  – Бал за швидше коло.[18]

## Положення у чемпіонаті після гонки
| Місце   | Пілот               | Очки |
| ------- | ------------------- | ---- |
| 1       | Макс Ферстаппен     | 44   |
| 2       | Серхіо Перес        | 43   |
| 3       | Фернандо Алонсо     | 30   |
| 4       | Карлос Сайнс (мол.) | 20   |
| 5       | Льюїс Гамільтон     | 20   |
| Джерело |                     |      |

| Місце   | Конструктор             | Очки |
| ------- | ----------------------- | ---- |
| 1       | Ред Булл - RBPT         | 87   |
| 2       | Астон Мартін - Мерседес | 38   |
| 3       | Мерседес                | 38   |
| 4       | Феррарі                 | 26   |
| 5       | Альпін                  | 8    |
| Джерело |                         |      |